# Амбалов, Цоцко Бицоевич
Цоцко Бицоевич Амбалов, русский вариант имени — Увар Васильевич (осет. Ӕмбалты Цоцко Бицойы фырт, 5 октября (18 октября) 1870 года, село Ардон — 1937 год) — осетинский общественный деятель, этнограф, переводчик, языковед и собиратель осетинского фольклора.

## Биография
Родился 18 октября 1870 году в семье прапорщика в селе Ардон (сегодня — город). После окончания церковно-приходской школы в родном селе поступил в Ардонскую духовную семинарию.
В 90-х годах XIX столетия был одним из инициаторов создания книгоиздательского общества. Занимался изданием произведений осетинских авторов, в частности впервые издал стихотворный сборник «Осетинская лира» поэта Коста Хетагурова. Организовал выпуск газеты «Ирон газет» (Осетинская газета), первый номер которой вышел 23 июля 1906 года и с 1907 года издавал газету «Ног цард» (Новая жизнь).
Вместе со своими друзьями Бабу Зангиевым и Миха Басиевым сопровождал тело усопшего Коста Хетагурова из селения Лаба во Владикавказ.
С 1918 года был членом Осетинского историко-философского общества. По заданию общества с 20-х годов XX столетия стал занимался сбором произведений осетинского устного народного творчества. На основе своих экспедиций издал «Сборник осетинских народных сказаний».
С 1925 года принимал непосредственное участие в подготовке к изданию I и II томов «Осетинско-русско-немецкого словаря» академика Всеволода Миллера. Издание словаря приурочивалось к 200-летию Академии наук СССР, которая поручила заниматься его подготовкой и публикацией профессору А. А. Фрейману. Цоцко Амбалов был откомандирован Президиумом Северо-Осетинского облисполкома в Ленинград в помощь профессору Фрейману. Кроме работы над редакцией словаря, читал лекции по осетинскому языку в Ленинградском государственном университете. Возвратился на родину в 1932 году.
Перевёл с немецкого языка на осетинский драмы «Воры» и «Вильгельм Телль» Шиллера, сказки Андерсена, рассказы Льва Толстого и Максима Горького.
Расстрелян в 1937 году.

## Память
- В октябре 2006 года на Аллее Славы в Ардоне был открыт памятник, посвящённый Цоцко Амбалову. Автор скульптуры — И. Хаев.
- Его именем названа Ардонская центральная библиотека
- На доме, где проживал Цоцко Амбалов в Ардоне, в 2006 году была укреплена мемориальная табличка.
- Его именем названа ежегодная премия по публицистике и журналистике, утверждённая Союзом журналистов Республики Северная Осетия- Алания.